# Championnat de Chine de football de deuxième division 2014
Navigation
Édition précédente Édition suivante
La saison 2014 de Chinese League One est la onzième édition du championnat de Chine de D2. Deuxième niveau de la hiérarchie du football en Chine après la Chinese Super League, le championnat oppose seize clubs chinois en une série de trente rencontres, dont deux promus de Chinese League Two et deux relégués de Chinese Super League.

## Les 16 clubs participants
| Club                   | Dernière montée | Classement 2013 | Entraîneurs    | Depuis | Stade                     | Capacité théorique |
| ---------------------- | --------------- | --------------- | -------------- | ------ | ------------------------- | ------------------ |
| Qingdao Jonoon         | 2014            | 15 (CSL)        | Tomaž Kavčič   | 2014   | Stade Qingdao Tiantai     | 20 525             |
| Wuhan Zall             | 2014            | 16 (CSL)        | Dražen Besek   | 2014   | Stade Xinhua              | 22 140             |
| Guangdong Sunray Cave  | 2009            | 3               | Mai Chao       | 2014   | Stade Huangpu             | 12 000             |
| Chongqing Lifan        | 2011            | 4               | Wang Baoshan   | 2013   | Stade olympique Chongqing | 58 680             |
| Shenzhen Ruby          | 2012            | 5               | Li Yi          | 2014   | Stade Baoan               | 40 000             |
| Shenyang Zhongze       | 2011            | 6               | Li Zheng       | 2014   | Stade olympique Shenyang  | 60 000             |
| Beijing Baxy           | 2010            | 7               | Goran Tomić    | 2013   | Stade Chaoyang            | 8 000              |
| Shijiazhuang Yongchang | 2012            | 8               | Yasen Petrov   | 2014   | Stade Yutong              | 38 500             |
| Beijing BIT            | 2007            | 9               | Yuan Wei       | 2013   | Stade du BIT              | 5 000              |
| Tianjin Songjiang      | 2011            | 10              | Manuel Cajuda  | 2014   | Stade Tianjin Tuanbo      | 22 320             |
| Yanbian Changbai       | 2005            | 11              | Li Guanghao    | 2014   | Stade Yanji               | 30 000             |
| Hunan Billows          | 2010            | 12              | Huang Cheng    | 2013   | Stade Yiyang              | 30 000             |
| Xinjiang Tianshan      | 2013            | 13              | Li Jun         | 2012   | Stade Xinjiang            | 50 000             |
| Chengdu Tiancheng      | 2012            | 14              | Lee Jang-soo   | 2014   | Stade Shuangliu           | 26 000             |
| Qingdao Hainiu         | 2014            | 1 (CL2)         | Su Maozhen     | 2013   | Stade Yizhong             | 45 000             |
| Hebei Zhongji          | 2014            | 2 (CL2)         | Nelson Agresta | 2013   | Stade Yutong              | 38 500             |

Légende des couleurs
- Relégué de Chinese Super League
- Promu de Chinese League Two

### Localisation des villes
Deux équipes sont domiciliées à Qingdao, à Shijiazhuang et à Pékin, capitale de la Chine. Les autres équipes participant à la compétition sont toutes issues de villes différentes.
| \| Localisation de la Chine en Asie \| Baxy Songjiang BIT Lifan Billows Tiancheng Sunray Cave Hainiu Jonoon Zhongze Ruby Yongchang Zhongji Zall Changbai Tianshan |
| Localisation de la Chine en Asie |

Localisation des clubs engagés en League One 2014

## Compétition

### Classement
| Rang | Équipe                 | Pts | J  | G  | N  | P  | Bp | Bc | Diff |
| ---- | ---------------------- | --- | -- | -- | -- | -- | -- | -- | ---- |
| 1    | Chongqing Lifan        | 41  | 19 | 12 | 5  | 2  | 42 | 15 | +27  |
| 2    | Shijiazhuang Yongchang | 39  | 19 | 12 | 3  | 4  | 30 | 18 | +12  |
| 3    | Beijing Baxy           | 35  | 19 | 8  | 11 | 0  | 25 | 13 | +12  |
| 4    | Wuhan Zall R           | 35  | 19 | 11 | 2  | 6  | 28 | 19 | +9   |
| 5    | Hunan Billows          | 32  | 19 | 9  | 5  | 5  | 27 | 21 | +6   |
| 6    | Qingdao Hainiu P       | 30  | 19 | 7  | 9  | 3  | 26 | 23 | +3   |
| 7    | Qingdao Jonoon R       | 26  | 19 | 9  | 6  | 4  | 31 | 21 | +10  |
| 8    | Shenzhen Ruby          | 25  | 19 | 6  | 7  | 6  | 22 | 21 | +1   |
| 9    | Tianjin Songjiang      | 24  | 19 | 7  | 3  | 9  | 22 | 23 | -1   |
| 10   | Xinjiang Tianshan      | 20  | 19 | 4  | 8  | 7  | 15 | 18 | -3   |
| 11   | Shenyang Zhongze       | 19  | 19 | 4  | 7  | 8  | 18 | 23 | -5   |
| 12   | Beijing BIT            | 18  | 19 | 5  | 3  | 11 | 26 | 36 | -10  |
| 13   | Hebei Zhongji P        | 17  | 19 | 3  | 8  | 8  | 20 | 36 | -16  |
| 14   | Guangdong Sunray Cave  | 15  | 19 | 2  | 9  | 8  | 17 | 29 | -12  |
| 15   | Yanbian Changbai       | 12  | 19 | 2  | 6  | 11 | 17 | 32 | -15  |
| 16   | Chengdu Tiancheng      | 12  | 19 | 2  | 6  | 11 | 16 | 34 | -18  |

Promotions et relégations
- Montée en Chinese Super League 2015
- Relégation en Chinese League Two 2015

Abréviations
- R : Relégué de Chinese Super League 2013
- P : Promu de Chinese League Two 2013

Sanctions

### Leader (journée par journée)
NB : À l'issue de la 1re journée, Hunan Billows et Tianjin Songjiang étaient leaders ex-æquo.

## Statistiques

### Meilleurs buteurs
| Rang | Joueur             | Club                   | Buts |
| ---- | ------------------ | ---------------------- | ---- |
| 1    | Guto               | Chongqing Lifan        | 15   |
| 2    | Wang Dong          | Chongqing Lifan        | 12   |
| 3    | Babacar Gueye      | Shenzhen Ruby          | 11   |
| 4    | Cristian Dănălache | Qingdao Jonoon         | 10   |
| 4    | Andrés Márquez     | Hebei Zhongji          | 10   |
| 6    | Johnny Woodly      | Xinjiang Tianshan      | 8    |
| 6    | Jovan Damjanović   | Hunan Billows          | 8    |
| 8    | José Duarte        | Shenyang Zhongze       | 7    |
| 8    | Georgi Iliev       | Shijiazhuang Yongchang | 7    |
| 8    | Luis Cabezas       | Hunan Billows          | 7    |
| 8    | Brice Jovial       | Chengdu Tiancheng      | 7    |